# Hughestown
Hughestown es un borough ubicado en el condado de Luzerne en el estado estadounidense de Pensilvania. En el año 2000 tenía una población de 1,541 habitantes y una densidad poblacional de 669.7 personas por km².

## Geografía
Hughestown se encuentra ubicado en las coordenadas 41°19′38″N 75°46′31″O / 41.32722, -75.77528.

## Demografía
Según la Oficina del Censo en 2000 los ingresos medios por hogar en la localidad eran de $41,750 y los ingresos medios por familia eran $50,938. Los hombres tenían unos ingresos medios de $33,611 frente a los $22,422 para las mujeres. La renta per cápita para la localidad era de $20,246. Alrededor del 5.7% de la población estaba por debajo del umbral de pobreza.